# 铝末混合炸药
铝末混合炸药（Torpex）是次级炸药（secondary explosive），同質量百分濃度時比TNT强50%。Torpex由42%的RDX、40%的TNT和18%铝粉混合而成，自1942年下半年起，首用于第二次世界大战。其名称是鱼雷炸药（ 'Torpedo Explosive'）的缩写，因原本是为了用于鱼雷而开发的。該炸藥過去在水下军火开发上特別有用，因為其含有的铝末能使爆炸脉冲持续更长，造就其更大的破坏力。它通常只用于至關緊要的军火中，如鱼雷、彈跳炸彈、高腳櫃炸彈和大滿貫炸彈，也用於阿佛洛狄忒行动中的無人機上。Torpex很早就已經為H6和PBX炸藥組份所取代。作為淘汰品，除了遺存軍火或未爆炸弹外，一般罕見。

## 開發
Torpex是由位於英國Waltham Abbey的皇家火藥工廠開發, 其目標是成為代替TNT的更強的火藥。RDX於1899年開發出來，雖然它十分穩定並用來做判斷其他火藥敏感性的參照點，但對於大部分軍事用途來說，它還是太過昂貴，因此只能用於最重要的產品中，如魚雷等。鋁末的加入使其爆炸效果更佳。